# Миндя рок фест
Миндя Рок Фест (Mindya Rock Fest) е фестивал за рок и блус музика, който се провежда ежегодно от 2009 година в село Миндя, община Велико Търново.
Миндя Рок Фест е най-популярният безплатен фестивал за рок и блус в България, стартирал още през 2009. Провежда се в края на всеки август, в село Миндя, Велико Търново, в северната част на Стара Планина. Инициатор и главен организатор е известният политолог проф. Евгений Дайнов, който освен това свири в една от участващите банди. Съорганизатори са местни жители. През първите години финансирането бе осигурявано единствено от дарители и фирми спонсори. От 2011 Община Велико Търново финансира все по-голяма част от разходите.
Фестивалът е цялостно културно събитие, което събира изкуства и занаяти с музика, както и хора с различен произход – жители от малките градове и столицата, англичани и българи.

## 2013
През 2013 Миндя Рок Фест стана на пет години и пусна в програмата си нова рубрика – „нулев ден“. Той се състоя преди двата основни дни на фестивала и представи начинаещи банди в състезание за голямата награда – безплатен запис на песен в професионално студио. Основните групи бяха отново десет, а след трите си вечери в Миндя, фестивалът гостува на Елена, където няколко избрани групи свириха още една вечер.

## 2012
През 2012 фестивалът се превърна в част от официалния културен календар на Общината и групи от цялата страна изявиха интерес за участие. Броят на групите нарасна на 12, като организаторите запазиха баланса между групи, популярни в страната, местни банди и млади изпълнители. Българската национална телевизия засне документален филм за събитието, което се случва за първи път за български рок фестивал. Датите на феста бяха 24 и 25 август, като първата вечер свириха Мурзилка, Черноризец, Демоде, Nana & The Gang, Силует и Диана Експрес, а втората вечер се изявиха Assamblend, Tortilla Flat, Магистри, Блус трафик, Монолит и Васко Кръпката.

## 2011
Това издание на фестивала беше вече двудневно 26 август и 27 август 2011 г., а групите се увеличиха на десет. Община Велико Търново подкрепи финансово феста за първи път, като така се превърна в основен партньор. Новите попълнения включваха Черноризец, Add Groove, Севи Бенд и групата на Ивайло Крайчовски.

## 2010
Фестивалът се проведе на 28 август 2010 година, на площада на село Миндя, както и през предната година. Участие взеха групите Магистри, Блус Трафик, местният хор Веселина, Васко Кръпката, Силует и Демоде

## 2009
През 2009 година фестивалът е еднодневен и се провежда на 19 септември, когато на една сцена излизат групите Магистри, Блус Трафик, Демоде и местния хор Веселина. Този първи фестивал събира на едно място над 500 души 

## Възможности за отсядане
Село Миндя се намира на 21 км от Велико Търново по пътя към град Елена. Всяка година организаторите предвиждат две къмпинг зони, отделени специално за гостите с палатки. Цялото събитие се охранява от полиция и частна охранителна фирма.
В селото се предлагат къщи за гости, а на около 15 км от Миндя се намира Комплекс „Ханче Боаза“.